# Willy Grebst
William (Willy) Daniel August Grebst, född 24 november 1875 i Göteborg, död där 16 september 1920, var en svensk författare och tidningsman. Han skrev även under pseudonymen Billy Buss.

## Biografi
Grebs var son till konsuln Axel Olof Andersson och Jenny Seelig. Han gifte sig i Svenska kyrkan i Berlin 1905 med Stella Frances Bomar från Idaho, USA, och fick en dotter Miriam/Vivian Frances Grebst i Idaho 1912.
Grebst gav ut ett stort antal sensationsromaner och reseskildringar, som ofta anknöt till samtida händelser och problem. Bland annat reste han i Asien, Oceanien och Sydamerika samt sålde och donerade konstföremål och etnografica från sina resor till dåvarande Etnografiska museet i Göteborg. Materialet ingår i samlingarna på Statens museer för världskultur. Han skildrade som följetong RMS Titanics undergång och jordbävningen i Messina 1908 i takt med att nyhetstelegrammen strömmade in. Diktsamlingen Röda nätter har betecknats som ett pornografiskt ädelpekoral. Men han skrev även om sociala problem, exempelvis i romanen Grängesberg.
Grebst startade 1912 sensationstidningen Vidi, som såldes i lösnummer på lördagarna. Den övertogs vid Grebst död 1920 av Barthold Lundén som i praktiken gjorde tidningen till Svenska antisemitiska föreningens huvudorgan.

## Verk

### Skönlitteratur

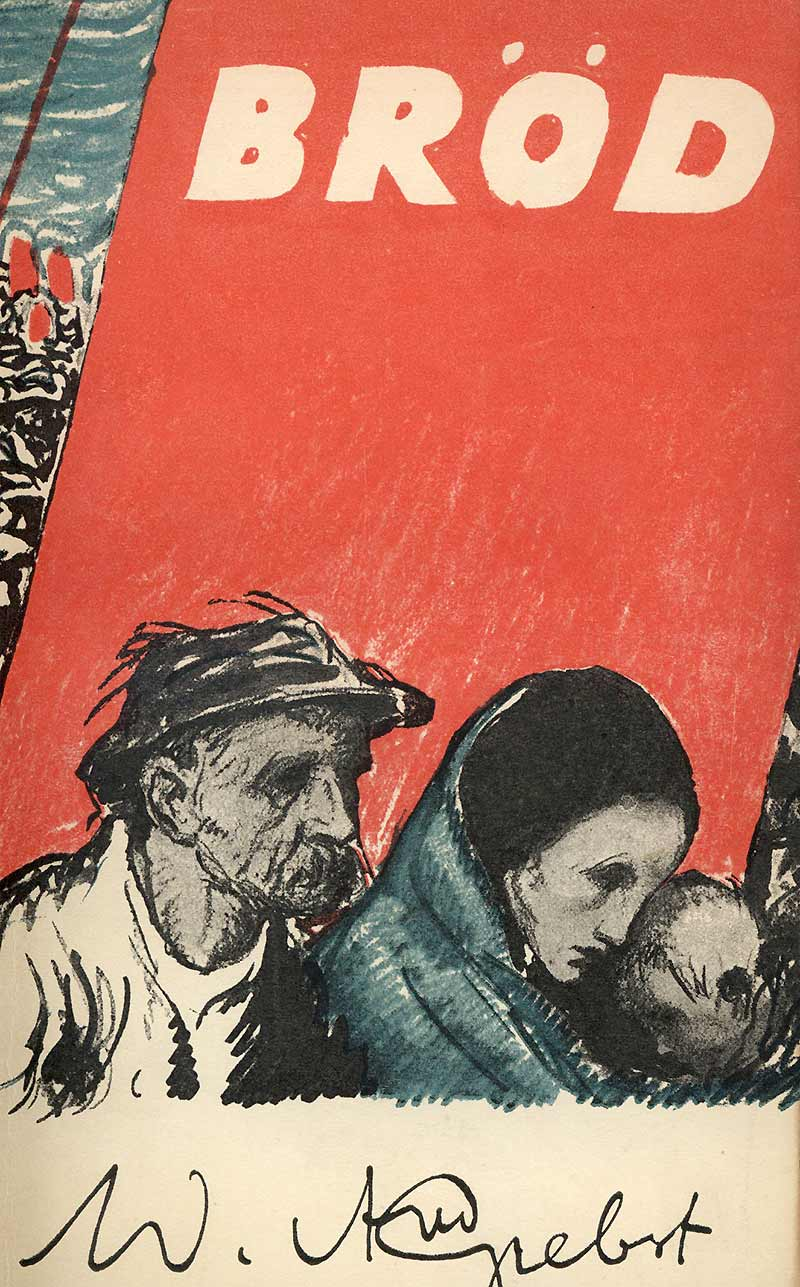
Omslag till Bröd 1917 med Grebst namnteckning.

- Dig som uppfyller hela min tillvaro med din sinnena retande närvaro.... Göteborg. 1900. Libris 2673693
- Dikter. Göteborg: Gumperts bokh. 1903. Libris 1719237
- Grängesberg: en berättelse från krisåren (1.-4. uppl.). Göteborg: Åhlén & Åkerlund. 1908. Libris 1613728
- Vildt lif: Söderhafsberättelser. Göteborg: Åhlén & Åkerlund. 1908. Libris 1613733
- Röda nätter. Göteborg: Elander. 1909. Libris 1613732
- Lyckliga dagar. Göteborg: Åhlén & Åkerlund. 1910. Libris 1613730
- Dödsfärden: romantiserad skildring af "Titanics" undergång : efter de öfverlefvandes och officerarnes berättelser och den in- och utländska pressen. Stockholm: Svenska pressbyrån. 1912. Libris 1633957
- Jösses äventyr. Göteborg: Västra Sverige. 1912. Libris 1632070
- På hafvet: berättelser. Åhlén & Åkerlunds 25-öresböcker af svenska förf. ; 17. Göteborg: Åhlén & Åkerlund. 1912. Libris 1633962
- Flickan i tornet: en episod. Göteborg: Västra Sverige. 1913. Libris 1633960
- Drömmar och fantasier. Stockholm: Åhlén & Åkerlund. 1916. Libris 1652462
- Söderhavets paradis: berättelser från Tahiti och Samoa. Stockholm: Åhlén & Åkerlund. 1916. Libris 1652470
- Bröd: tvärsnitt genom samhället våren 1917. Stockholm: Åhlén & Åkerlund. 1917. Libris 9884547
- Min lilla prinsessa. Stockholm: Åhlén & Åkerlund. 1918. Libris 1652466
- Exotiskt och erotiskt. Göteborg: Vidi. 1920. Libris 1652463
- Stämningar och historier. Göteborg: Vidi. 1920. Libris 1652467. https://runeberg.org/gwastam/1/
- Äfventyr och berättelser: vidiredaktören berättar. Göteborg: Vidi. 1920. Libris 2673694

### Övrig litteratur
- I soluppgångens land: på velociped genom Japan. Göteborg: Zachrisson. 1909. Libris 1613729
- "När jordens grundvalar bäfva": Messinas undergång : världens största naturkatastrof i historisk tid. Göteborg: Åhlén & Åkerlund. 1909. Libris 1613731. https://runeberg.org/gwamessina/
- I Korea: minnen och studier från "morgonstillhetens land". Göteborg: Västra Sverige. 1912. Libris 1633961
- Ett år på min farm: öden och missöden i Vilda Västern. Göteborg: Västra Sverige. 1912. Libris 1633959
- En bröllopsresa i Eldslandet. Göteborg: Västra Sverige. 1913. Libris 1633958
- Det äfventyrliga året: vidare öden och missöden i Vilda Västern. Göteborg: Västra Sverige. 1913. Libris 1633956
- Amerikabåtens afgång, af Grebst och Ett nykterhetsmöte, af Grebst: Skivinspelning, Concert Record "Grammophone", 7-281026 / 7-281027, 78-vars talskiva, Intalat af: Axel Högel, Ivar Nilsson, Curt Welin och Stina Nordström, Stockholm. (Årtal okänt).

### Redaktörskap
- Willy Grebsts jultidning. [Göteborg]: [Willy Grebst]. 1917–1918. Libris 10144593
- Willy Grebsts påsktidning. Göteborg: Willy Grebst. 1918–1919. Libris 10071301
- Vidi. Göteborg. 1913–1920. Libris 2831187

### Filmmanus
- 1915 – Rosen på Tistelön
- 1916 – Fången på Karlstens fästning
- 1917 – I mörkrets bojor
- 1917 – För hem och härd

### Filmroller
- 1917 – För hem och härd